# Somerset County League
Somerset County League là một giải bóng đá Anh, nằm ở Bậc 7 (hay Cấp độ 11) của National League System. Đây là giải đấu góp đội cho Western League Division One và đã thăng hạng cho một câu lạc bộ của 7 trong 10 mùa bóng gần đây – Hengrove Athletic, Portishead, Radstock Town, Oldland Abbotonians, Wells City, Cheddar và Ashton & Backwell United.
Giải đấu có tổng cộng 5 hạng đấu –Premier Division, 2 Division One (East và West), 2 Division Two (East và West). Giải được góp đội bởi Bath and North Somerset District League, Mid-Somerset League, Perry Street and District League, Taunton & District Saturday League, Yeovil and District League, và Weston-super-Mare and District League. Giải hiện đang liên kết với Somerset County FA, thành lập năm 1885.

## Lịch sử
Somerset County League, còn có tên là Somerset Senior League, được thành lập năm 1890. Có 6 đội trong số các đội sáng lập Somerset County League đang thi đấu ở các cấp độ cao hơn, bao gồm:
- Ashton & Backwell United
- Clevedon United
- Glastonbury Town
- Ilminster Town
- Peasedown Athletic (bây giờ là Peasedown Miners Welfare)
- Minehead

Các đội từng thi đấu ở Somerset County League và bây giờ thi đấu cho các cấp độ cao hơn bao gồm:
| - Ashton & Backwell United - Bishop Sutton - Brislington - Bridgwater Town - Bristol Manor Farm - Chard Town - Cheddar - Hengrove Athletic - Keynsham Town - Larkhall Athletic | - Odd Down - Oldland Abbotonians - Paulton Rovers - Portishead Town - Radstock Town - Shepton Mallet - Street - Taunton Town - Wellington - Wells City |

Clandown có 3 giai đoạn ở Western Football League nhưng sau đó lại gia nhập Somerset County League năm 1992 trước khi giải thể năm 2004. Westland-Yeovil cũng giải thể sau khi rời County League lên Western League nhưng sau đó họ tái hợp thành Westland Sports và hiện đang thi đấu ở Dorset Premier League.

## Các câu lạc bộ mùa giải 2015–16
| Premier Division - Berrow - Bishop's Lydeard - Bridgwater Town Dự bị - Chilcompton Sports - Clevedon United - Clutton - Cutters Friday - Dundry Athletic - Frome Collegians - Fry Club - Nailsea and Tickenham - Nailsea United - Odd Down Dự bị - Shirehampton - Staplegrove - Watchet Town - Wrington & Redhill - Yatton Athletic | Division One East - Brislington Dự bị - Broad Plain House - Castle Cary - Frome Town Sports - Keynsham Town Dự bị - Larkhall Athletic Dự bị - Peasedown Athletic - Purnell Sports - Shepton Mallet Dự bị - Stockwood Green - Stockwood Wanderers - Timsbury Athletic - Welton Rovers Dự bị - Westfield | Division One West - Burnham United - Cleeve West Town - Combe St. Nicholas - Congresbury - Glastonbury - Ilminster Town - Langford Rovers - Middlezoy Rovers - Minehead - Portishead Town Dự bị - St. George Easton-in-Gordano - Street Dự bị - Wells City Dự bị - Winscombe | Division Two East - Bishop Sutton Dự bị - Chew Magna - Cutters Friday Dự bị - Farrington Gurney - Fry Club Dự bị - Hengrove Athletic Dự bị - Imperial - Long Ashton - Pensford - Radstock Town Dự bị - Saltford - Somerton - Stockwood Green Dự bị - Tunley Athletic | Division Two West - Ashton & Backwell United Dự bị - Banwell - Burnham United Dự bị - Cheddar Dự bị - Churchill Club - Clevedon United Dự bị - Highbridge Town - Kewstoke Lions - Nailsea and Tickenham Dự bị - Nailsea United Dự bị - Taunton United - Uphill Castle - Weston St. John's - Worle |

## Đội vô địch Premier Division
| Mùa giải  | Premier Division          |
| --------- | ------------------------- |
| 1983–84   | Robinsons DRG             |
| 1984–85   | Robinsons DRG             |
| 1985–86   | Robinsons DRG             |
| 1986–87   | Robinsons DRG             |
| 1987–88   | Robinsons DRG             |
| 1988–89   | Brislington               |
| 1989–90   | Bridgwater Town           |
| 1990–91   | Bridgwater Town           |
| 1991–92   | Bridgwater Town           |
| 1992–93   | Long Sutton               |
| 1993–94   | Portishead                |
| 1994–95   | Portishead                |
| 1995–96   | Portishead                |
| 1996–97   | Street                    |
| 1997–98   | Portishead                |
| 1998–99   | Clevedon United           |
| 1999–2000 | Shirehampton              |
| 2000–01   | Shepton Mallet            |
| 2001–02   | Brislington Dự bị         |
| 2002–03   | Nailsea United            |
| 2003–04   | Team Bath Dự bị           |
| 2004–05   | Mangotsfield United Dự bị |
| 2005–06   | Hengrove Athletic         |
| 2006–07   | Burnham United            |
| 2007–08   | Nailsea United            |
| 2008–09   | Bridgwater Town Dự bị     |
| 2009–10   | Bridgwater Town Dự bị     |
| 2010–11   | Shirehampton              |
| 2011–12   | Nailsea United            |
| 2012–13   | Nailsea United            |
| 2013–14   | Nailsea United            |
| 2014–15   | Shirehampton              |